# 锯胸微蛛
锯胸微蛛（学名：Erigone koshiensis）为皿蛛科微蛛属的动物。分布于日本、台湾岛以及中国大陆的上海、浙江等地，一般栖息于落叶层。该物种的模式产地在日本。